# Simon Datok
Simon Datok – nigeryjski zapaśnik walczący w stylu klasycznym. Wicemistrz igrzysk afrykańskich w 1991, 1999 i 2003, a czwarty w 1995. Czwarty na mistrzostwach Afryki w 1993 roku.